# Smurfenregel
De smurfenregel is een ezelsbruggetje voor het spellen dat duidelijkheid verschaft over het al dan niet schrijven van een t aan het einde van een werkwoord waarvan de stam op een t-klank eindigt.
De term verwijst naar de stripverhalenserie De Smurfen en hun Smurfentaal (het Smurfs); bij het spreken vervangen de smurfen onbelangrijke werkwoorden door smurfen. Uiteraard is deze regel alleen bruikbaar als men het Nederlands voldoende kent om te kunnen horen wat "juist klinkt".

## Regel
Vervang het werkwoord dat op een t-klank eindigt door een ander werkwoord dat niet op een t-klank eindigt, zoals "smurfen". Bij het lezen van de zin zal een hoorbare t-klank op de aanwezigheid van een eind-t in de spelling wijzen. Uiteraard kan ieder werkwoord dat niet op een t-klank eindigt (lopen, zwemmen, enz.) gebruikt worden.

### Voorbeelden
- Word(t) eens volwassen! → Smurf eens volwassen! – Er is geen t hoorbaar en er wordt dus geen t geschreven; de zin wordt dan Word eens volwassen!
- Brand(t) het huis af? → Smurft het huis af? – Hier is de t-klank hoorbaar en er moet dus een t toegevoegd worden; de zin wordt Brandt het huis af?
- Word(t) je slimmer? → Smurf je ..., dus Word je...
- Word(t) je broer slimmer? → Smurft je broer..., dus Wordt je broer...